# Mumbai Indians
Mumbai Indians is een Indiase Twenty20 cricketclub. De club komt uit in de Indian Premier League en is hierin één van de succesvolste clubs met 5 titels. Mumbai Indians speelt hun wedstrijden in het Wankhede Stadium in Mumbai, India.
Mumbai Indians is één van de populairste clubs in het Indiase cricket. Hun successen komen voort uit het feit dat Nita Ambani eigenaar is van de club, de vrouw van Mukesh Ambani, een Indiase miljardair. De club is dan ook regelmatig in staat geweest de grootste cricket spelers ter wereld aan te trekken, zoals Kieron Polland, Rohit Sharma en Lasith Malinga. 
In 2022 werd Bas de Leede als eerste Nederlander ooit aangetrokken door de Mumbai Indians franchise. Hij zal uitkomen in de ILT20, een lucratieve T20 competitie gespeeld in de Verenigde Arabische Emiraten.    

## In media
In 2019 bracht Netflix de documentaire Cricket Fever: Mumbai Indians uit. In de serie volgt de kijker de spelers en staf van Mumbai gedurende het IPL seizoen van 2018.